# Поливно
Поливно — посёлок в составе городского округа Ульяновск, в составе Ленинского района Ульяновска. Находится в полукилометре от правого берега Волги, в 4 км к северу от съезда с Президентского моста.

## География
Посёлок находится в южной части Ундорских гор, на восточном крае Приволжской возвышенности. Прилегающие к нему с востока территории круто, иногда уступами и террасами, обрываются к долине Волги. Высота отдельных участков территории превышает 180 метров над уровнем моря. Волжские склоны рассекают многочисленные буераки, суходолы, балки и овраги, создавая сильнопересеченную местность.
Территория сложена сравнительно легко разрушаемыми горными породами: песками, глинами, мергелями, мелами, опоками, относящимися к юре, мелу и палеогену. Среди палеогеновых отложений имеются бронирующие слои песчаников. Подмывание Волгой берегов иногда приводит к оползням. Особо охраняемый участок Поливно располагается непосредственно на правобережном берегу Куйбышевского водохранилища в районе Поливенского водозабора, предназначенного для обеспечения водой Ульяновска. Площадь участка составляет 0.5 кв. км.
В растительном покрове преобладают лесостепные виды, но произрастают и представители флоры сухих степей, пустынь и тайги. Установлено, что современный состав географических элементов лихенофлоры региона не соответствует современным природным условиям региона.

## История
Впервые упоминается в 1636 году, в том числе и в записках Адама Олеария. Но о какой именно Поливне идет речь историками и краеведами достоверно не установлено.

«В 1636 году Олеарий, описывая путешествхе по Волге, упоминает о „Полибне“ на правом берегу речки; но нынешняя ли это деревня Поливная или нет -неизвестно; да и что он разумел под „Полибне“ -селение или овраг -тоже неизвестно»…
П. Л. Мартынов «Селения Симбирского уезда», 1903 г.

Более подробные сведения имеются с 1649 года, когда симбирским пешим стрельцам из г. Свияжска и Чебоксар здесь были отведены земли под пашню.
«В Синбирском же меже Волги и Свияги реки отмерено на пашню земли новоприборным стрельцам пешим двум стам человекам, да Свияжским переведенцам пешим стрельцам сту человекам, да чебоксарским переведенцам пешим стрельцам стуже: осьми человекам пятидесятникам, тридцати девяти человекам десятникам, трем стам пятидесяти трем человекам рядовым стрельцам — три тысячи двести сорок восемь четвертей в поле, а в дву потому ж. А межа той земле: от Волги реки, от стараго татарскаго городища по валу, который вал пошел от того городища к ключу,..
Да тем же Синбирским пешим стрельцам в додачу дано на пашню земли, за Поливным врагом, по обе стороны Казанской дороги: на правой стороне, к Волге реке, до чернаго леса, которая земля дана была в поместье Синбирянам Дмитрию Куклеярову, да сыну его Захару, потому что та земля стала промеж их, стрелецкой земли; а на левой стороне, до межи Ишеевской слободы казаков. А межа той Стрелецкой земле: от Поливнаго врага, на левой стороне Казанской дороги до межи Ишеевской слободы на дуб, а тот дуб стоит близко леса, на нем одна грань; от того дуба на суховерхой дуб, на нем две грани; а от суховерхаго дуба на дубовый столб, на нем две грани; а от того столба на дубовый столб, на нем две грани: одна грань на задний граненый дубовый столб, а другая грань, вкруте на право, на суховерхой дуб, а на том дубу две грани, а тот дуб стоит подле березоваго колка; а от того дуба на два дуба, а на тех дубах по три грани, да по грани к Поливному врагу, а те два дуба стоят близко Казанской дороги, на правой стороне; а от тех двух дубов, через Казанскую дорогу, на дуб, на нем две грани, у того дуба сук сломлен; а от того дуба на кудреватую осину, а на той осине грань, а та осина стоит близко чернаго леса»…
П. Л. Мартынов "Книга строельная города Синбирска 161—162 гг. (1653—1654 г)

Ранее деревня называлась Поливный Враг, Фарафонтиха, Поливна, Поливны. Название деревни произошло от названия оврага. Откуда пошло название Фарафонтиха не известно. 
«Недалеко (приблизительно полторы версты), от расположенной близ берега р. Волги деревни „Поливный враг“ Шумовской волости, в сторону от Волги, среди леса, между оврагами существуют остатки двух старинных городков. При впадении оврага „Суходола“ в „Поливный овраг“, на крутом мысу расположен так называемый „Большой городок“, треугольной формы, каждая сторона котораго в 30 сажен. Местами вал сохранился и до настоящаго времени, а также хорошо заметны и следы рва. Старики из местных жителей говорят, что еще 70 лет тому назад, в Большом городке стояли два деревянных столба от въезжих ворот; теперь на этом месте поросшем молодым лесом, видны только ямы и от них, в обе стороны, идет ров…
О времени возникновения этих городков и цели их постройки не существует точных указаний. По местному преданию здесь жили разбойники, занимавшиеся грабежом по Волге. В пользу такого предания говорит близость городков от Волги (менее двух верст) и их неприступность среди крутых оврагов и густого леса. Но, с другой стороны, возможно допустить предположение, что это остатки передовых городков пограничной черты, построенной еще ранее основания г. Симбирска, следы которой видны в настоящее время между деревнями Городищи и Ростока, Ундоровской волости, Симбирскаго уезда»…
П. Л. Мартынов. Остатки старины, сохранившиеся в Симбирском уезде. 1896 г.
В 1678 году деревня Поливная существовала и принадлежала казанскому помещику Федору Степанову Ивашеву. В деревне было 4 двора (7 человек), расположена она была не на нынешнем месте, не на венце Поливенского оврага, а на три километра выше по высокому берегу Волги, и находилась на самом берегу, в местности, которая на старых картах уезда называется «Старая Поливная».

Территория Поливенского буерака и прилегающих к нему колок имела дурную славу разбойничьего стана. Укрывался в этих буераках и лесах из осокоря, дубов, вязов и берез разбойник Герасим. 
«Паллас передает слышанное им от местных стариков предание, что ундоровския и городищенския укрепления будто бы были в разбойником Герасимом. Но К. И. Невоструев находит, что предание это совершенно ложно, так как разбойник Герасим жил при императрицах Анне и Елизавете и быть может, здесь только укрывался. Сведения о разбойнике Герасиме Невоструев часто находил в старых симбирских бумагах. Городки же эти он считает татарскими укреплениями»…
Топографическое описание Симбирскаго наместничества. 1784 г. Т. Масленицкаго. Архивная копия от 19 августа 2019 на Wayback Machine
В 1863 году в Поливном Враге (Поливна) было 31 двор, в которых проживало 555 жителей, имелась пристань.
В 1887 году рядом с деревней был построен лагерь Симбирского кадетского корпуса, а 10 [22] июня 1887 г. «с особенною торжественностью» состоялась закладка храма в честь князя Владимира, крестителя Руси.

Поливно входило и в путеводители по Волге. «Волга — это сама Россия, сам народ ее, ее история, ее природа. Та же несокрушимая смиренная мощь без хвастливой показности, без эффектных романтических пейзажей, те же неохватные ширь и простор, не ведающие искусственных граней, та же беспечная и даже беспорядочная раскиданность еще не осевшей полусырой силы…»
«В 15 верстах ниже Городищ находится дер. Поливны (Поливный Враг) с 800 жителей и пристанью, отпускающей свыше 100 тыс. пуд. хлеба. В 9 верстах ниже Поливн, на правом берегу Волги, высоко взобравшись на гору, расположился губернский город — Симбирск»…
Москвич, Г. Г. Иллюстрированный практический путеводитель по Волге. Одесса.
В половине XVIII столетия деревня Поливная принадлежала жене т. сов. Екатерине Яковлевне Толстой, купившей ее (105 четвертей) «у господ Карауловых».
«Толстая продала ее поручице Екатерине Васильевне Кротковой, у которой, во время генеральнаго межеванья, было здесь 688 дес. 1834 саж. Ея наследница, полковница Александра Ивановна Веревкина, продала 1877 году кол. асс. Сергею Григорьевичу Победашуи жене Конкордии Тимофеевне уже 782 дес. 61 саж., оставишиеся за наделом крестьян. В 1884 году д. Поливная перешла, по купчей, к жене дворянина Амалии Рудольфовне Денисовой, которая затем продала: а) в 1891 году, крестьянам Автомону Елпидифору Прохоровым Мытариным −75 дес. 226 саж. И в 1900 году, жене потом. поч. гражданина Александре Павловне Курлиной −469 дес. 800 саж.
В настоящее время д. Поливная служит дачным местом Симбирскаго чиновнаго люда: А. Р. Денисова построила здесь несколько дачь по склонам Поливнаго оврага, с прекрасным видом на Волгу»…
П. Л. Мартынов «Селения Симбирского уезда», 1903 г
В 1913 году в русской деревне Поливный Враг (Поливная) было 40 дворов, 235 жителей, церковно-приходская школа.
В 1924 году д. Поливный Враг находится в Подгородно-Каменском с/с Ульяновской волости Ульяновского уезда Ульяновской губернии, в ней 51 двор и 240 жителей, есть школа 1-й ступени.
В 1930 году был организован колхоз им. Ильича, но в связи с созданием на полях колхоза полигона Ульяновской танковой школы часть жителей деревни были переселены в Ульяновск.
В 1952 году, при создании Куйбышевского водохранилища, посёлок Поливна Ишеевского района полностью доприселены в город Ульяновск.
В 1996 году — население 812 человек.

## Население
| 2010 |
| ---- |
| 813  |

## Геология и гидрология
Нижнепермские отложения состоят из доломитов, ангидритов, гипсов; выходы их известны в немногих местах. Отложения казанского яруса представлены известняками, обнажающимися в выходах к Куйбышевскому водохранилищу р. Волги. Верхнепермские отложения (Татарская толща) представлены континентальной красноцветной толщей глин, мергелей, песчаников.
Юрские отложения перекрывают пермские они представлены темными и серыми слюдистыми глинами, песками и мергелями, выходящими на дневную поверхность в береговых обрывах к Волге. Обычен сланец. Меловые отложения широко распространены. Они слагают поверхность западной части возвышенности, а также ее центральную и южную части. Представлены они глинами, песками с фосфоритами, кремнистыми мергелями, опоками.
Рельеф территории поселения был заложен в дочетвертичное время.
В прилегающем к Поливно лесу Вышкинская пристань находятся Поливенские родники. По сообщениям ульяновских краеведов «в 60-х годах Чучкалов провел комплексное исследование всех минеральных источников на правобережье Волги … В результате оказалось, что лечебными свойствами обладает вода не только из наиболее известного источника в Малиновом овраге в Ундорах, но и вода из других крупных родников — в Поливенском овраге за одноименным поселком (недавно на этом источнике была оборудована купель) и на севере Ульяновска в районе „политеха“, который был назван Чучкаловым Врачебным. Воду из всех трех источников Чучкалов сопоставлял по минеральному составу со знаменитыми Ессентуками. Во всех трех случаях воды оказались близки как по уровню кислотности, так и по минеральному составу».

## Климат
Климат Поливно имеет более континентальный характер, чем климат более западных частей Русской равнины. Куйбышевское водохранилище усиливает влажность и служит барьером для восточных ветров. Летом ветры преобладают Юго-Западные и Западные. Зимой Юго-Восточные и Южные.
Зимой средняя величина атмосферного давления здесь выше, чем более в западных районах, вследствие частой повторяемости антициклонов, являющихся отрогами Сибирского антициклона или проникающих с севера. В этих барических системах происходит формирование холодного континентального воздуха, температуры которого достигают — 20, —30°. Средняя температура января колеблется от —13°.
Повышение температуры воздуха весной происходит очень быстро вследствие притока теплого воздуха из юго-восточных районов. Благодаря большим величинам суммарной солнечной радиации за летний сезон (40—45 ккал/см2) температура воздуха в июле достигает +19° и выше. Абсолютная амплитуда температурных колебаний достигает 80°. Максимум осадков приходится на июль.
По соотношению поступающей атмосферной влаги и испаряемости территория относится к районам неустойчивого увлажнения. В некоторые годы здесь могут наблюдаться засухи.
Снежный покров (ср. выс. 25-50 см) держится с конца ноября до начала апреля. Вегетационный период длится ок. 180 сут.

## Геопарк «Ундория»
С 22 января 2018 года создан Геопарк «Ундория», который полностью находится на территории Ульяновского района от д.о. Дубки у с. Ундоры до п. Поливна. Общая протяжённость территории составляет 25 км. Геопарк имеет общую площадь 1 250,0 га.
Включает в себя выходы палеонтологических долин мезозоя — это зона выхода геологических слоев от среднеюрского до мелового периода, охватывающего временной отрезок от 180 до 65 млн лет. Территория геопарка содержит геологическую летопись истории Земли от середины мезозоя по настоящие дни.
Палеонтологические остатки ископаемой фауны — аммониты, белемниты, среди найденных скелетов морских ящеров — ихтиозавры, плезиозавры, плиозавры, метриоринхи и пр., находят и сухопутных рептилий (зауроподы и др.). Уже найдено и описано 17 новых для науки видов ископаемых ящеров. Работа по выявлению и описанию находок была проделана ульяновским палеонтологом и геологом Владимиром Ефимовым.
В некоторых разрезах встречаются и останки четвертичных животных: мамонтов, шерстистых носорогов, зубров, оленей, лошадей и т. п. Иная ископаемая позвоночная и беспозвоночная фауна, происходящая из вскрывающихся отложений, находки обладают хорошей сохранностью.
Археологами обнаружены остатки поселений нескольких именьковской и булгарской культур. Здесь возникли крупные города, остатки которых расположены в междуречье Волги и Свияги.
«на другой день (28 апреля 1769 г.) на разсвете мы приехали к Ундорским горам, которых конец составляли Городищенския горы, названныя от Городища или земляным валом укрепленнаго места, в окружности около 200 сажен составляющего: а когда, кем и для какой причины сделано сие укрепление неизвестно.
Из всего вышеписаннаго видно, что деревня Городищи, с укрепленем по ту сторону Писцоваго оврага, как видно впоследствии случайно образовавшагося, должно быть значащееся в писцовых книгах Сем. Волынскаго Старое Ундоровское городище с поляною. Это, конечно, та самая зеленая прекрасная площадка, на которой до Олеария находился Татарский город Ундоровский.
Что касается до проведеннаго от деревни Городищ через Тетюшскую дорогу к Свияге вала, о коем пишет Паллас и подтверждает теперь Русин: то оный можно относить также к Татарским укреплениям»…
Невоструев К. И. О городищах древняго Волжско-Болгарскаго и Казанскаго царств.
Особую ценность данной местности составляют слабоминерализованные воды с высоким содержанием органических веществ (типа «Нафтуся» украинского курорта Трускавец). На территории России — это единственное месторождение с естественным выходом данной воды, крупный родник с дебитом порядка 5-7 л/с. Под критерии ЮНЕСКО для включения в сеть геопарков подпадает территория Ундоровского палеонтологического заказника и прилегающая к нему территория Ундоровских гор. Создание геопарка позволит не только сохранять геологические пласты и содержащиеся в них остатки уникальной палеофауны, но и развивать туризм, повышать информированность населения о проблемах экологии.
Финансирование со стороны ЮНЕСКО для геопарков не предусмотрено, однако сам по себе статус должен помочь их развитию за счет привлечения бизнеса и туристов.
Южный вход в Геопарк «Ундория» располагается в посёлке Поливно.

## Объекты, находящиеся в посёлке
- Волжские головные сооружения водопровода (ВГСВ) г. Ульяновска (правобережье)[21]
- Стационар Ульяновского областного кардиологического диспансера[22]
- 31-я отдельная гвардейская десантно-штурмовая бригада

## Транспорт
В посёлок из центральной части Ульяновска ходит маршрутное такси 4.